# Heaven (пісня, 1977)
«Heaven» («Небеса») — пісня валлійської співачки Бонні Тайлер, написана Ронні Скоттом та Стівом Вулфом, які також спродюсували її разом із Девідом Маккеєм. Пісня вийшла у липні 1977 року на лейблі «RCA Records» як головний сингл другого студійного альбому Тайлер «Natural Force» (1978). У тексті пісні розповідається про розпад любовних стосунків пари.

## Історія
Пісня не повторила успіх попереднього синглу Тайлер «Lost in France» і потрапила до чартів лише Німеччини та Австралії. Надалі співачка випустила ще один сингл під назвою «Heaven» до свого дванадцятого студійного альбому «All in One Voice» (1998).

## Оцінки
«Record Mirror» дало пісні негативний відгук, заявивши, що «Цього разу [Тайлер] сповільнилася й справляє менше враження, ніж попередні два великі хіти».

## Трек-лист
Британський, німецький, австралійський та південноафриканський 7" LP сингл
1. «Heaven» — 3:07
2. «Here's Monday» — 3:42

## Чарти
| Чарт (1977)                                | Позиція |
| ------------------------------------------ | ------- |
| Австралія (Kent Music Report)              | 96      |
| Західна Німеччина GfK Entertainment Charts | 24      |